# Customer data integration
Customer data integration CDI is een vorm van data-integratie. Dit beschrijft alles wat te weten valt over een klant, met daarbij alle verwijzingen en alle eigenschappen, die het noodzakelijk maken om op een unieke wijze de ene klant van de andere te onderscheiden. De gegevens kunnen daarbij uit verschillende tabellen worden gehaald.